# Lecanopteris sinuosa
Lecanopteris sinuosa är en stensöteväxtart som först beskrevs av Nathaniel Wallich och William Jackson Hooker, och fick sitt nu gällande namn av Edwin Bingham Copeland. Lecanopteris sinuosa ingår i släktet Lecanopteris och familjen Polypodiaceae. Inga underarter finns listade.

## Bildgalleri

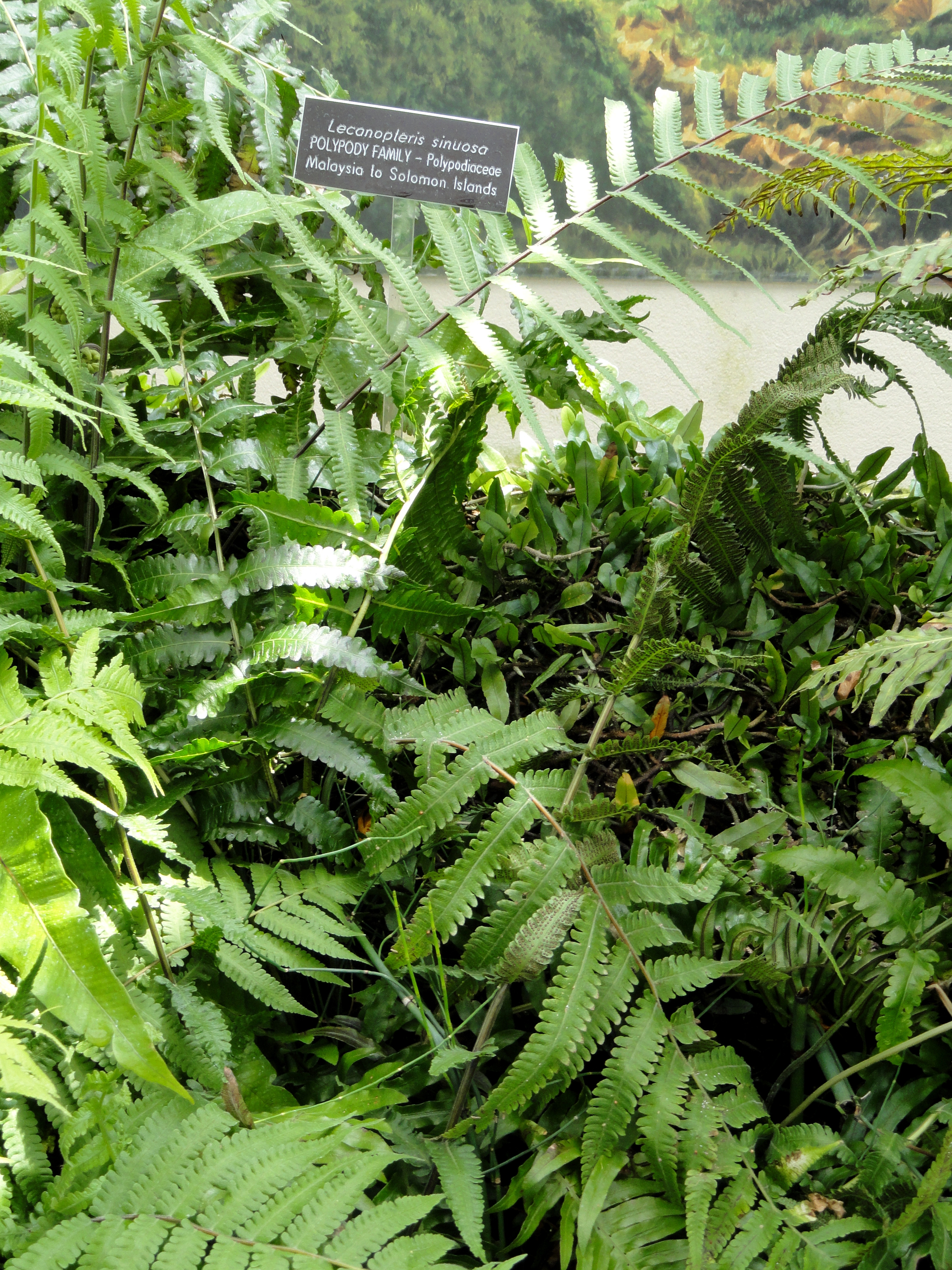